# Andrzej Rozwadowski (archeolog)
Andrzej Rozwadowski – polski archeolog, profesor nauk humanistycznych. Specjalizuje się w archeologii oraz sztuce naskalnej. Profesor na Wydziale Archeologii Uniwersytetu im. Adama Mickiewicza w Poznaniu.
Stopień doktorski uzyskał w 1999 na podstawie pracy pt. Kontekst interpretacyjny mitologii indoirańskiej w analizie sztuki naskalnej Azji Środkowej (promotorem był prof. Aleksander Kośko). Habilitował się w 2009 na podstawie oceny dorobku naukowego i monografii pt. Obrazy z przeszłości. Hermeneutyka sztuki naskalnej. 14 lutego 2023 roku decyzją prezydenta RP otrzymał tytuł naukowy profesora. Stypendysta Programu Fulbrighta.